# 고양동산초등학교
고양동산초등학교는 대한민국 경기도 고양시 덕양구에 있는 공립 초등학교이다.

## 학교 연혁
- 2012년 3월 16일 착공
- 2012년 7월 10일 고양동산초등학교로 교명 확정
- 2013년 1월 31일 완공
- 2013년 3월 1일 이양순 초대 교장 부임
- 2013년 3월 4일 시업식 및 입학식(20학급 529명)
- 2013년 5월 14일 개교기념식
- 2014년 2월 18일 제1회 졸업식(졸업생 75명)
- 2014년 3월 3일 입학식 및 시업식(입학생 94명, 특수학급 1학급 포함 21학급 506명)
- 2015년 2월 13일 제2회 졸업식(졸업생 72명)
- 2015년 3월 1일 제2대 김창성 교장 부임
- 2021년 3월 1일 제4대 최승천 교장 부임
- 2022년 1월 5일 제9회 졸업식 (졸업생 166명)
- 2022년 3월 1일 48학급 편성 (2개의 특수학급 포함)
- 2023년 3월 1일 제5대 한광일 교장 부임
- 2024년 3월 1일 49학급 편성(2개의 특수학급 포함)

## 참고 자료
- 고양동산초등학교 - 한국교육학술정보원 학교알리미